# Momar Ndoye
Momar Ndoye (Rufisque, 13 luglio 1995) è un cestista senegalese.

## Carriera
Con il Senegal ha disputato i Campionati mondiali del 2019.